# گمبل (آلاسکا)
گمبل (به انگلیسی: Gambell) شهری در ناحیه سرشماری نوم ایالت آلاسکا است که جمعیت آن در سرشماری سال ۲۰۰۰ میلادی ۶۴۹ نفر بوده‌است.